# Parafia św. Mikołaja w Ludzisku
Parafia św. Mikołaja w Ludzisku – parafia w dekanacie inowrocławskim I, w archidiecezji gnieźnieńskiej.

## Rys historyczny
- 1192 r. - powstanie wsi
- XV- wieś w posiadaniu rodziny Brzozogłowych
- 1325 r. - powstanie kościoła
- 1575 r. - wizytacja i opis kościoła: kościół drewniany "niedawno zbudowany"
- 1865 r. - budowa pierwszego murowanego kościoła z fundacji Jana Dąbskiego, właściciela wsi
- 1871 r. - ufundowanie cmentarza
- XIX - zbudowanie obecnego kościoła i rozbudowanie go w 1935 roku

## Dokumenty
Księgi metrykalne: 
- ochrzczonych od 1675 roku
- małżeństw od 1633 roku
- zmarłych od 1675  roku

## Zasięg parafii
Do parafii należą wierni z następujących miejscowości: Balice, Górki, Góry, Kołuda Wielka, Krusza Podlotowa, Krusza Zamkowa, Ludzisko, Piotrkowice, Skalmierowice i Żalinowo.